# Operatie '55 Den Haag
L'Operatie '55 Den Haag è una squadra di pallamano maschile olandese con sede a L'Aia.

## Palmarès

### Trofei nazionali
- Campionato dei Paesi Bassi: 4
1961-62, 1962-63, 1963-64, 1964-65.